# Madonna col Bambino e un Cardellino
La Madonna col Bambino e un Cardellino (en français : Vierge à l'Enfant et un chardonneret) est une peinture a tempera, huile et or sur panneau de bois de 38,8 × 30,5 cm, qui peut être datée vers 1490, réalisée par Neroccio di Bartolomeo de' Landi, et conservée au Cleveland Museum of Art.

## Description
Occupant la majeure partie de la composition, la Vierge debout est représentée les deux mains jointes dans une attitude de profonde prière. Elle est revêtue d'une robe rouge et d'un manteau noir. Devant elle, à sa droite sur le registre inférieur, l'Enfant repose sur une corniche en marbre assis sur un coussin noir. À très peu de distance de lui, un chardonneret élégant complète ce tableau dont le fond est décoré de feuilles d'or poinçonnées de motifs végétaux et verticaux.

## Iconographie

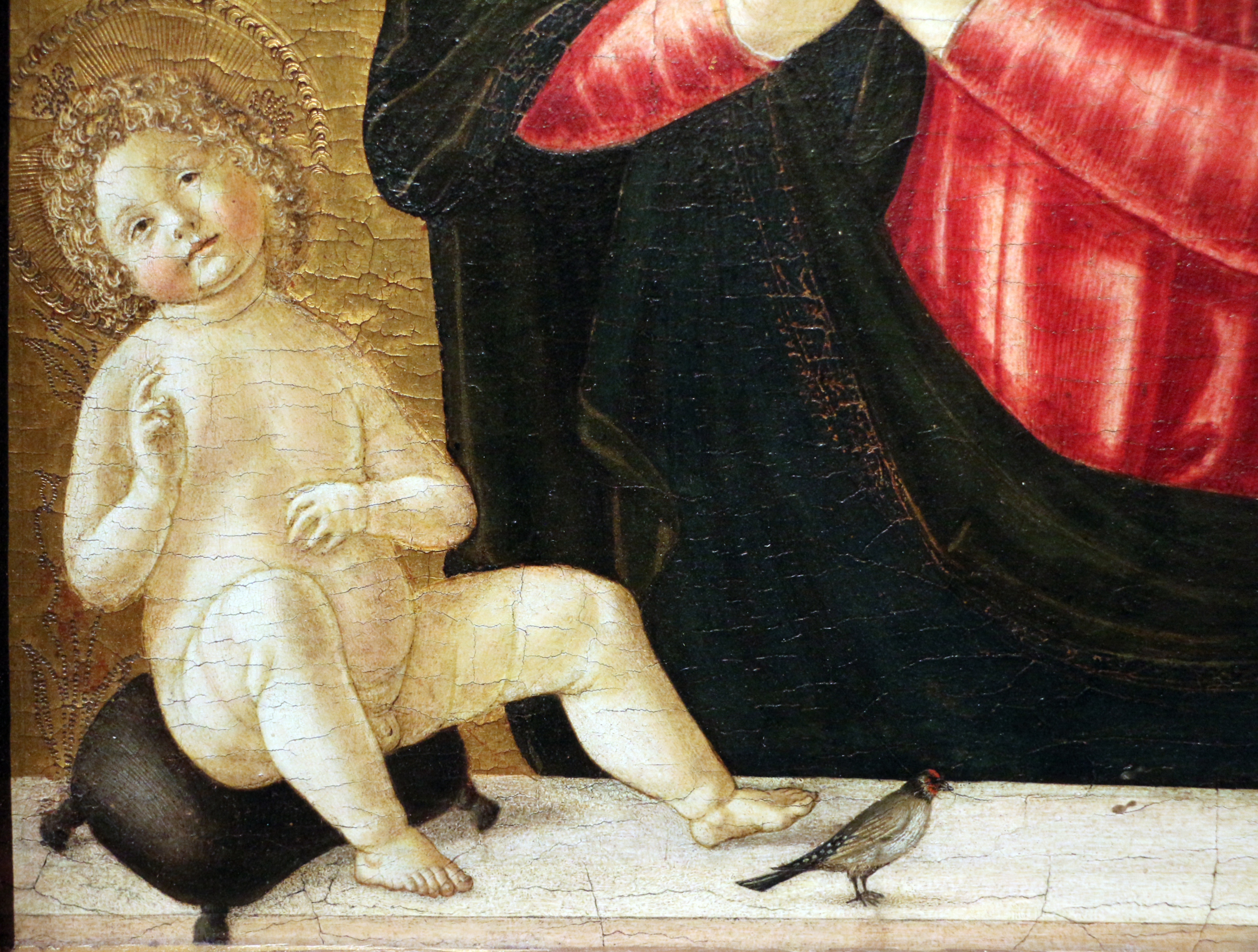
Détail avec le chardonneret.

Le chardonneret annonce généralement de façon symbolique dans l'iconographie chrétienne le sacrifice à venir du Christ lors de la Passion et le chardon épineux dont il se nourrit, et qui se lit de façon transparente dans son nom — du moins en latin, en italien (cardellino) et en français —  évoque en effet la Couronne d'épines, alors que les taches rouges de sa tête renvoient au sang versé. Cette œuvre est à rapprocher d'un autre tableau de Neroccio conservé à la Pinacothèque nationale de Sienne: la Madonna col Bambino tra i santi Bernardino e Caterina, datant sensiblement de la même période,.

## Sources
- (en) Gertrude Coor, Neroccio de' Landi 1447-1500, Princeton, New Jersey, Princeton University Press, 1961, 235 p., 30 x 23 cm Cette œuvre de Neroccio n'est pas recensée dans le catalogue de Gertrude Coor.
- (it) Giulia Silvia Ghia et Federica Kappler, I Papi della memoria : La storia di alcuni grandi Pontefici che hanno segnato il cammino della Chiesa e dell'Umanità, Rome, Gangemi Editore, 2012, 352 p.Catalogue de l'exposition tenue au musée national du Château Saint-Ange, à Rome du 28 juin au 8 décembre 2012. Le tableau la  Madonna col Bambino tra i santi Bernardino e Caterina est reproduit et commenté par Viviana Vannucci page 144.